# Demokratimuren
Demokratimuren (traditionell kinesiska: 西單民主牆?, förenklad kinesiska: 西单民主墙?, pinyin: xī dān mín zhǔ qiáng) var en lång mur på Xidangatan, Xichengdistriktet, Peking, som blev fokus för den kinesiska demokratirörelsen. Från november 1978, i linje med kinesiska kommunistpartietss "Sök sanningen genom fakta," började aktivister som Xu Wenli här sprida sina idéer under en period vid namn "Pekingvåren". fram till december 1979 Det första meddelandet skrivs av poeten Huang Xiang från Guizhouprovinsen.

### Fotnoter
1. ↑  Jingsheng, 1999